# Flabellifrontipoda ladilofa
Flabellifrontipoda ladilofa är en kvalsterart som beskrevs av Cook 1983. Flabellifrontipoda ladilofa ingår i släktet Flabellifrontipoda och familjen Oxidae. Inga underarter finns listade i Catalogue of Life.